# بوري الشفة النحيلة
بوري الشفة النحيلة (الاسم العلمي: Chelon ramada) هو نوع من أنواع الأسماك التي تنتمي لعائلة أسماك البوري. تتواجد هذه الأسماك في مياه البحار الضحلة قرب المناطق الأوروبية، وهي من أنواع الأسماك المهاجرة.

## الوصف
شكل جسد أسماك بوري الشفة النحيلة هو متطاول، ويكون ضيق الشكل في النواحي الجانبية. رأس هذه الأسماك يكون قصير ومسطح، وفمها عريض الشكل ذو شفة علوية نحيلة وليست غليظة، ولا يتواجد عليها حديبات. يكون لدى هذه الأسماك زعنفتين من الزعانف الظهرية. ولون هذه الأسماك في القسم العلوي من جسدها هو أزرق فولاذي، أما في القسم السفلي؛ فيكون لون جسدها فاتح وباهت أكثر. تغطي جسدها حراشف كبيرة الحجم، ولا يتواجد أي خط جانبي مرئي على جسمها.
الحد الأقصى لطول هذه الأسماك يبلغ حوالي 70 سم، والطول الأكثر شيوعا لها هو حوالي 35 سم. أكبر عينات من هذه الأسماك تم توثيق حجمها كانت تزن أكثر من ثلاثة كيلوغرامات.
تحدث عملية السرء في مياه البحر القريبة من الساحل، ويكون ذلك بين شهر سبتمبر وشهر فبراير.

## توزيعها
تتواجد أسماك بوري الشفة الرفيعة في شرق المحيط الأطلسي، من الرأس الأخضر والسنغال وصولا إلى الشمال عند بحر البلطيق. كما وأنها متواجدة في البحر الأبيض المتوسط، والبحر الأسود، وبحر آزوف. 
هذا النوع من الأسماك هو من الأنواع التي تعيش في منطقة البحر المفتوح، حيث تتواجد بشكل عام بالقرب من الشاطئ والساحل، ومن الممكن أيضًا أن تدخل إلى البحيرات الشاطئة، وعند مصبات الأنهار، أو إلى النهر نفسه. يتغذى هذا النوع من الأسماك على الطحالب الهوائية، وعلى المخلفات (التي يتركها البشر أو الحطامات أو ما يشبه ذلك)، وتتغذى أيضًا على الكائنات الحية الصغيرة التي تتواجد في النطاق القاعي، أو على العوالق. تكون هذه الأسماك شائعة التواجد في الأعماق التي تتراوح ما بين 0-10 متر، ونادراً ما تتواجد في الأعماق التي تكون أعمق من ذلك.

## الصيد
يتم اصطياد أسماك بوري الشفة النحيلة تجارياً، ويتم ذلك بشكل رئيسي عن طريق استخدام الشباك الخيشومية، وشباك الإعاقة، وشباك الجر، في بعض الأحيان يتم أيضا استخدام شباك صيد سالية. بالنسبة للصيد الترفيهي أو عند ممارسة الصيد كهواية؛ يتم استخدام المسدسات الرمحية أو الصنارة والبكرات والعوامات عند صيد هذه الأسماك. يتم تحضير طعم مصنوع من الخبز والخلطات المختلفة على شكل عجين، أو من أحشاء السمك، أو من الأنواع الأخرى من الأطعمة المماثلة؛ ويتم بعد ذلك تعليق الطعم على الخطاف. يجب على الصياد أن يتوخى الحذر عند اصطياد الأسماك الأكبر حجمًا من هذا النوع؛ نظرًا لأنه من الممكن في بعض الأحيان أن يكون الخطاف قد أمسك بالشفة الرقيقة لهذا الأسماك، وبالتالي جائز جدا أن تتحرر السمكة بسهولة من الخطاف وأن تلوذ بالفرار.

## أطباق
لحم هذه الأسماك هو أبيض، طري ولين للغاية. من الممكن العثور على أسماك البوري في المياه الملوثة أيضًا، واصطيادها منها، وبالتالي يمكن أن يختلف طعم اللحم وجودته. مجموعة الأسماك من هذا النوع، التي يتم اصطيادها في المياه الصافية، لها مذاق رائع ويمكن تحضيرها للطعام بعدة طرق.